# Sciolze
Sciolze (Siosse in piemontese) è un comune italiano di 1 442 abitanti della città metropolitana di Torino in Piemonte, situato a 25 km. a nord-est dal capoluogo in un ambiente tipicamente collinare.

## Monumenti e luoghi d'interesse
- Castello di San Severino

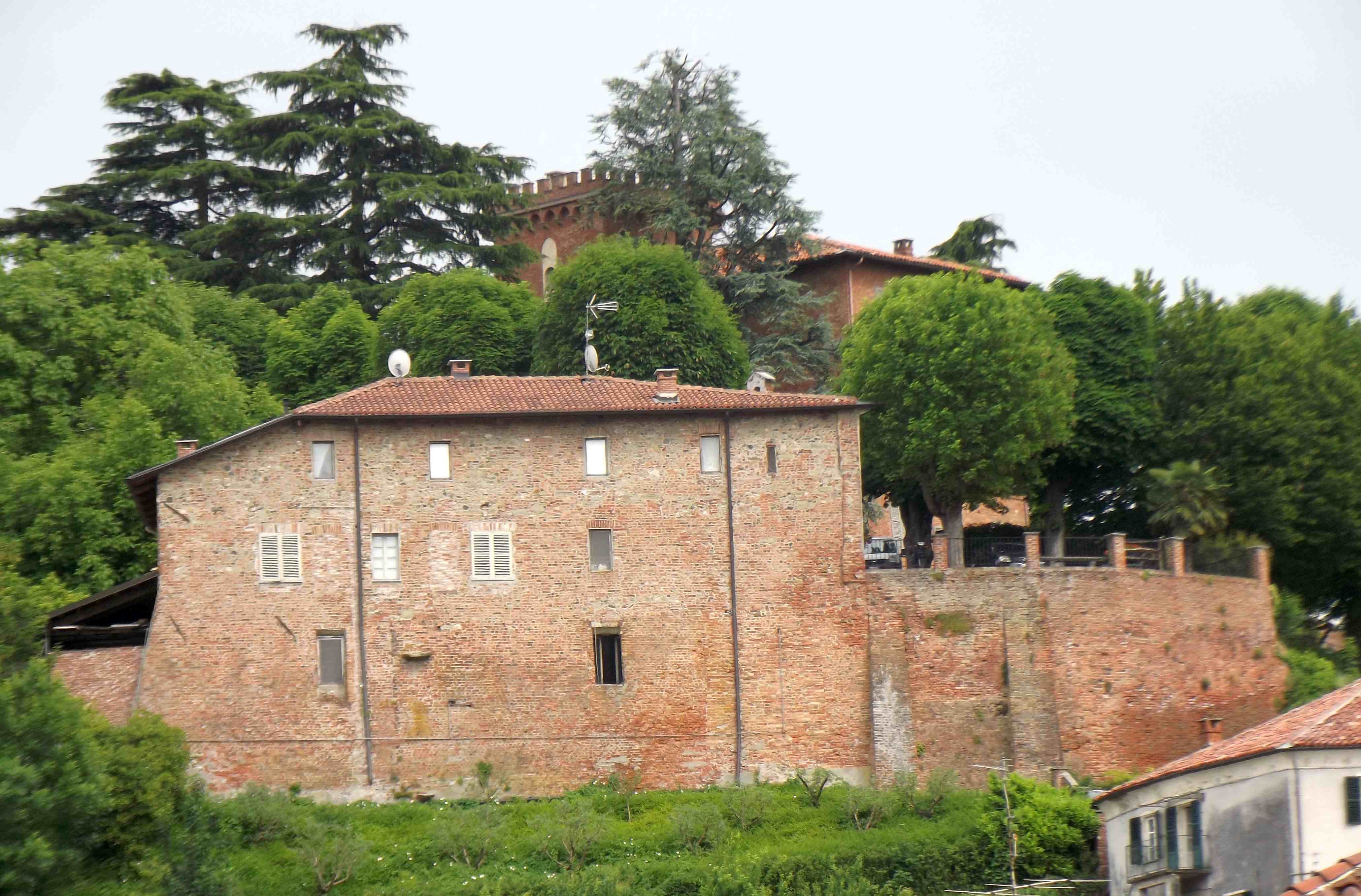
Il castello

- Chiesa di Santa Lucia del Fagnour, ritenuta la più antica di Sciolze

## Società

### Evoluzione demografica
Negli ultimi cinquanta anni, a partire dal 1971, la popolazione residente è raddoppiata.
Abitanti censiti

## Amministrazione
| Periodo | Periodo   | Primo cittadino    | Partito      | Carica  | Note |
| ------- | --------- | ------------------ | ------------ | ------- | ---- |
|         | 1995      | Ezio Caudano       | lista civica | Sindaco |      |
| 1995    | 2004      | Marco Ruffino      | lista civica | Sindaco |      |
| 2004    | 2009      | Franco Costelli    | lista civica | Sindaco |      |
| 2009    | 2014      | Marco Ruffino      | lista civica | Sindaco |      |
| 2014    | 2024      | Gabriella Mossetto | lista civica | Sindaco |      |
| 2024    | in carica | Vittorio Moncalvo  | lista civica | Sindaco |      |

## Cultura
Una volta, in Piemonte, si usava dire: Va a Siosse! (= Va' a Sciolze!) per mandare al diavolo una persona. Il significato di questa imprecazione, ormai in disuso, è data - probabilmente - dal fatto che in passato al castello di Sciolze venivano eseguite sentenze capitali. Secondo un'altra ipotesi il riferimento era alla distanza dalla città (Torino) e alla difficoltà delle strade, impervie e caratterizzate da forti dislivelli.